# Snæfellsjökull

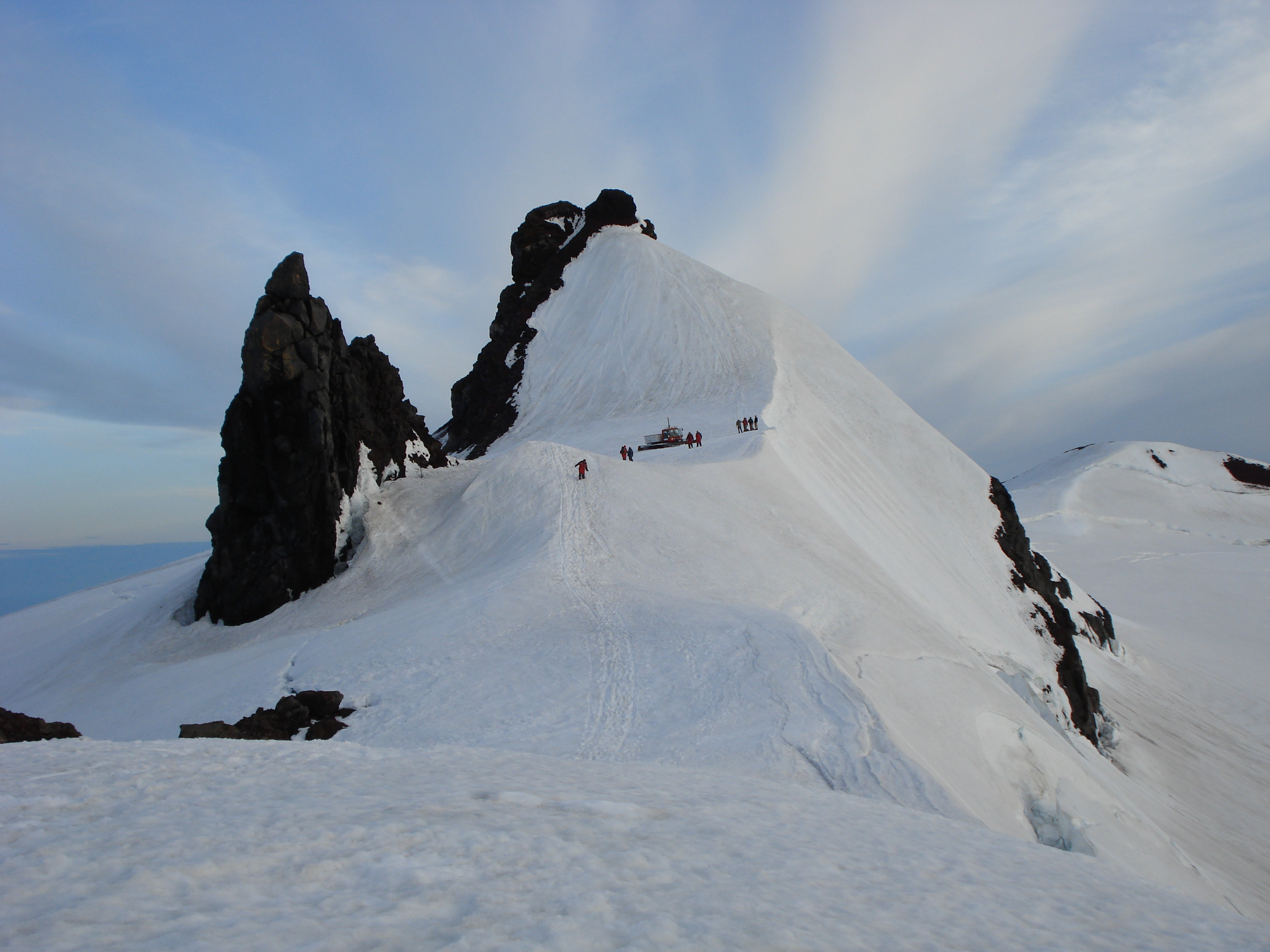
Snæfellsjökulls topp är en oftast snö- och istäckt lavaplugg.

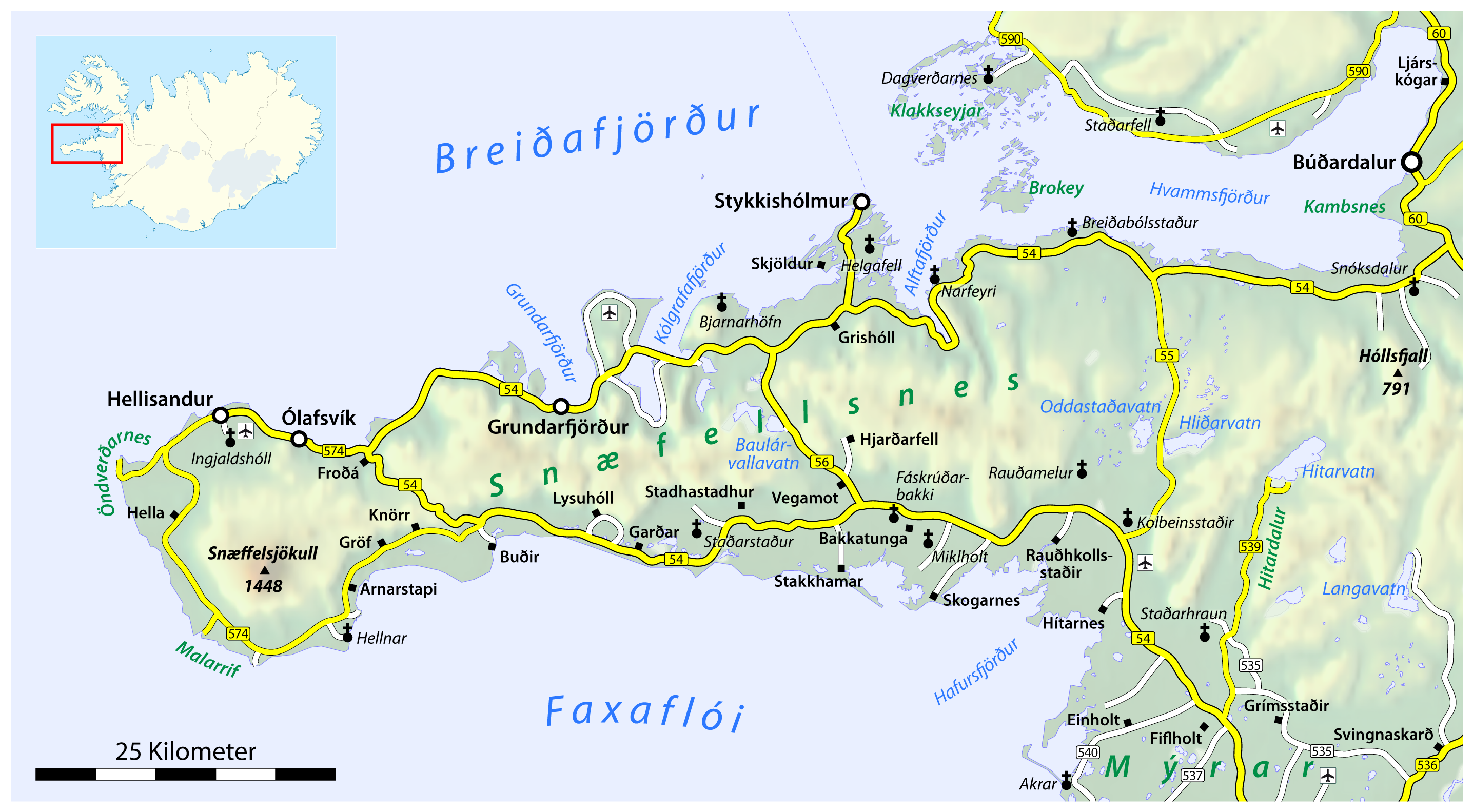
Halvön Snæfellsnes med Snæfellsjökull längst i väster.

Snæfellsjökull är en 1 446 meter hög glaciärtäckt stratovulkan på Island. Vulkanen ligger på halvön Snæfellsnes på västra Island, där den sedan 2001 är centrum i nationalparken med samma namn. Den spelar en viktig roll i Jules Vernes roman Till jordens medelpunkt.

## Geografi och geologi
Snæfellsjökull ligger längst ut på halvön Snæfellsnes, och den är den enda större vulkanen på nordvästra delen av Island. Stratovulkanen har varit aktiv åtminstone de senaste 800 000 åren, och den haft minst tre registrerade utbrott under kvartärperioden. Det senaste (större) utbrottet skedde på 200-talet e.Kr.
Längs med sidorna av vulkanen finns ett flertal pyroklastiska vulkankoner. De lägre liggande utflödena har varit av basaltisk lava, medan lava med större kiselinnehåll kommit ur de högre liggande kratrarna. Under holocen har lavaflöden runnit längs med hela den västra sidan av vulkanen ner i/mot havet.

## Roll i kulturen
Den glaciärtäckta vulkanen har historiskt varit omgiven av viss mystik, där den reser sig rätt ur havet längst ut på Snæfellhalvön. Vissa ser den som en av de sju huvudsakliga energicentra på jorden.
I Jules Vernes roman Till jordens medelpunkt (1864) placerade den franske författaren en fritt påhittad väg till jordens inre i vulkankratern. I romanen låter han romanfigurerna sedan färdas längs med lavaströmmar eller gångar långt under Europas jordyta, för att slutligen följa lavans väg i ett utbrott hos syditalienska Stromboli.

## Nationalpark
Snæfellsjökull är del av Snæfellsjökulls nationalpark, vilken etablerades 28 juni 2001. Nationalparkens syfte är att skydda och bevara ett antal unika landskapsformer, den lokala floran och faunan samt viktiga historiska kvarlämningar. Den är den enda isländska nationalparken som sträcker sig från en bergstopp ända ut i havet.